# Tynnyrijärvi
Tynnyrijärvi eller Tynnyrilampi är en sjö i Finland. Den ligger i kommunen Perho i landskapet Mellersta Österbotten, i den centrala delen av landet, 400 km norr om huvudstaden Helsingfors. Tynnyrijärvi ligger 190 meter över havet. I omgivningarna runt Tynnyrijärvi växer i huvudsak blandskog. Arean är 19,1 hektar och strandlinjen är 1,7 kilometer lång. Sjön  ingår i Kymmene älvs huvudavrinningsområde. 